# Chaetomium hungaricum
Chaetomium hungaricum är en svampart som beskrevs av E.K. Novák 1966. Chaetomium hungaricum ingår i släktet Chaetomium och familjen Chaetomiaceae.   Inga underarter finns listade i Catalogue of Life.